# Пельтигера пупырчатая
Пельти́гера пупы́рчатая (лат. Peltigera aphthosa) — трёхкомпонентный листоватый лишайник семейства Пельтигеровые, вид рода Пельтигера. Фотобионтами являются цианобионт рода Носток, населяющий цефалодии, и фикобионт — зелёная водоросль класса Требуксиофициевые, рода Coccomyxa, образующая фотобионтный слой таллома.

## Синонимы[3]
- Chloropeltis aphthosa (L.) Clem., 1909
- Chloropeltigera aphthosa (L.) Gyeln., 1934
- Lichen aphthosus L., 1753basionym
- Peltidea aphthosa (L.) Ach., 1803

## Описание

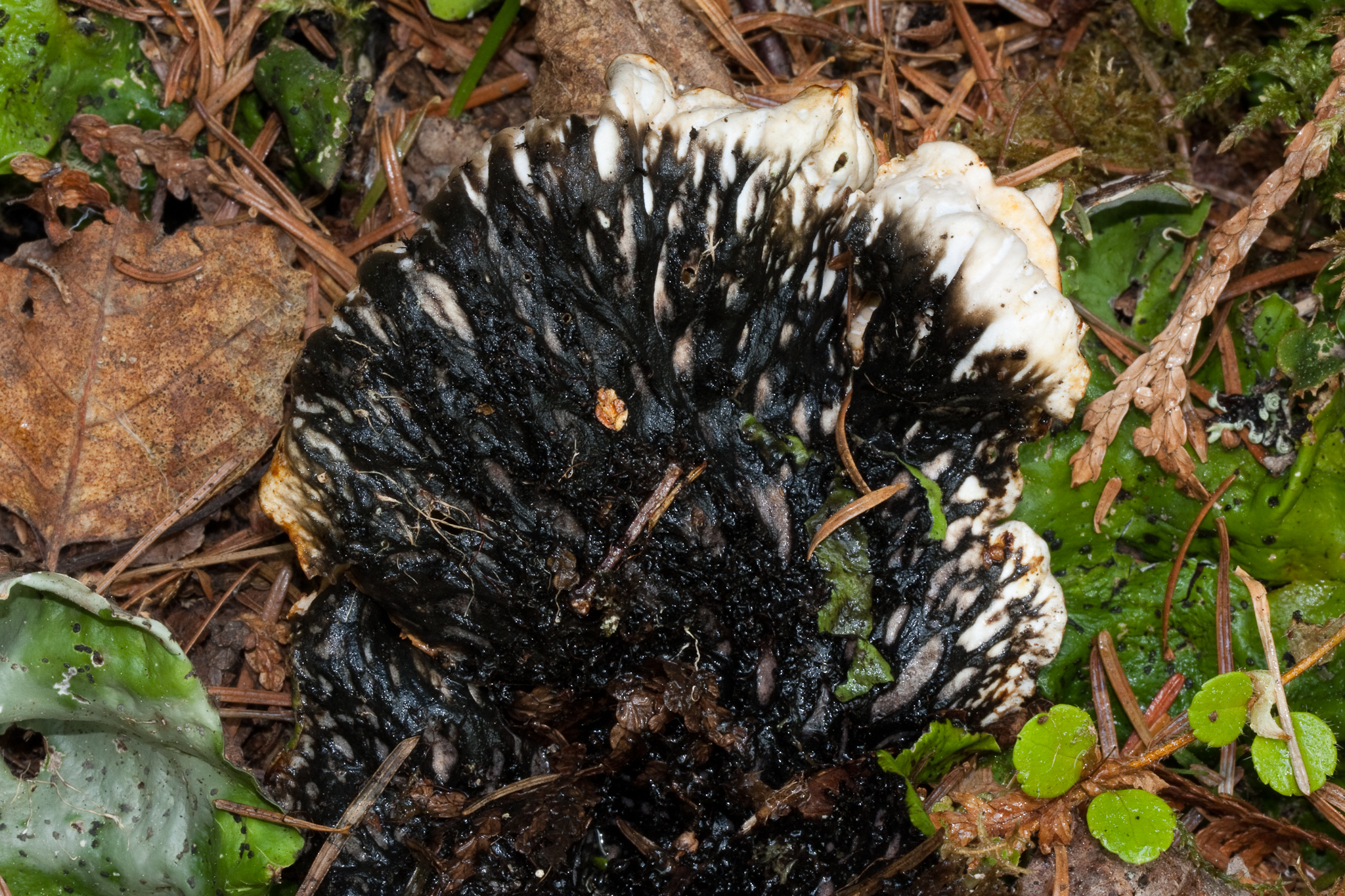
Нижняя поверхность таллома

Таллом (слоевище) листоватый, крупный, длиной до 90 (реже до 140) мм, толстый, широколопастный с приподымающимися и выступающими из мхов пластинками. Лопасти шириной до 40 (реже до 55) мм, с ровными, широко закруглёнными, приподнимающимися или плоскими краями. Верхняя поверхность таллома гладкая, блестящая, зеленовато-серая, во влажном состоянии ярко-зелёная, по краю нередко тонковойлочная, с многочисленными цефалодиями в виде мелкозернистых или неправильно эллиптически округлых, приплюснутых, иногда сливающихся друг с другом, по краям часто рассечённых бородавчатых бугорков до 1 (редко до 2) мм в диаметре. Нижняя поверхность таллома губчато-волокнистая, войлочная, с неясной, без жилок или с плохо заметной (особенно по краям) сетью жилок, по периферии — с беловато-розовым или желтоватым оттенком, к центру серовато-бурая до чёрно-бурой, с многочисленными спутанными чёрными ризоидальными тяжами, сливающимися в центре в сплошную, бурую войлочную массу. Апотеции довольно редки, развивающиеся на суженных концах лопастей верхней поверхности, седловидные, почти плоские или желобчатые, с загнутыми назад краями, желудёво- или каштаново-коричневые, от 3 мм до 2 см в диаметре. Аски с 8 спорами. Споры веретеновидные, от 4-клеточных до 10-клеточных, размером 45—92 на 6—7 мкм.

## Распространение
Тундрово-таёжный вид Северного полушария. Встречается в Европе, Азии, Северной Америке, Гренландии, Австралии. В России встречается в европейской части (северные, западные и центральные районы), в Крыму, на Урале, в Сибири и на Дальнем Востоке.

## Экология и биология
Эпигейный (напочвенный) лишайник. Теневой мезофит. Обитает на затенённых и влажных почвах среди мхов, на гниющих пнях, валеже, в нижней части стволов и на скалах поверх мхов, чаще всего в хвойных лесах.
Размножается вегетативно (кусочками слоевища) и половым путём (спорами).

## Охранный статус
Вид занесён в Красную книгу Республики Беларусь, Литвы, Тверской, Московской областей и Санкт-Петербурга.